# نمودار جریان

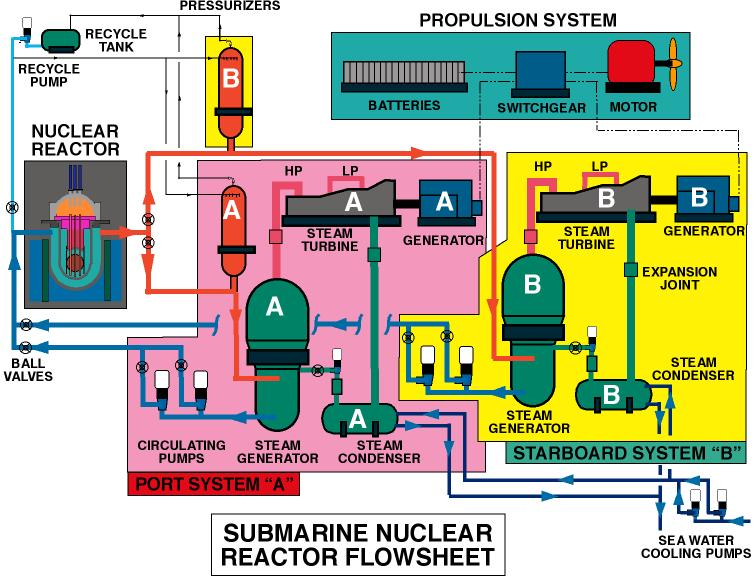
نمونه ای از نمودار جریان یک سیستم رانش زیردریایی هسته ای.

نمودار جریان نموداری است که یک جریان یا مجموعه ای از روابط پویا در یک سیستم را نشان می دهد. اصطلاح نمودار جریان همچنین به عنوان مترادف برای نمودار جریان ،  و گاهی اوقات به عنوان همتای نمودار جریان استفاده می شود. 
نمودارهای جریان برای ساختار و نظم دادن به یک سیستم پیچیده یا برای آشکار ساختن ساختار زیربنایی عناصر و تعامل آنها استفاده می شود. 

## نمای کلی
اصطلاح نمودار جریان در تئوری و عمل به معانی مختلفی به کار می رود. معمولاً نمودار جریان و نمودار جریان به روشی قابل تعویض در معنای نمایش یک فرآیند استفاده می شوند. به عنوان مثال ، گرافیک اطلاعات: یک مرجع مصور جامع توسط هریس (1999) دو تعریف جداگانه ارائه می دهد:
نمودار جریان یا نمودار جریان ... نموداری است که به صورت بصری اطلاعات مرتبط به هم مانند رویدادها، مراحل یک فرآیند، توابع و غیره را به صورت سازماندهی شده مانند ترتیبی یا زمانی نمایش می دهد.
نمودار جریان یک نمایش گرافیکی از مسیر فیزیکی یا جریان افراد، مواد، اسناد، وسایل نقلیه یا ارتباطات مرتبط با یک فرآیند، طرح رویه یا تحقیق است.
در تعریف دوم معنا محدود به نمایش مسیر یا جریان فیزیکی است. نمونه ای از چنین نموداری، تصویر جریان ها در یک سیستم رانش زیردریایی هسته ای است که جریان های مختلف را به عقب و جلو در سیستم نشان می دهد. نمایش چنین سیستمی را می توان با یک یا چند فلوچارت تکمیل کرد که توالی یکی از جریان ها را در یک جهت یا هر یک از جریان های کنترلی برای مدیریت سیستم را نشان می دهد.
حرکت فیزیکی اجسام از یک مکان به مکان دیگر را می توان در ترکیبی از نقشه ها و فلوچارت یا نمودار سانکی مشاهده کرد که به آنها نقشه جریان می گویند. نقشه‌های جریان می‌توانند روی نقشه نشان دهند که چه چیزی جریان می‌یابد، حرکت می‌کند یا مهاجرت می‌کند، در کدام جهت، و در چه مقداری و غیره 

## انواع خاصی از نمودارهای جریان

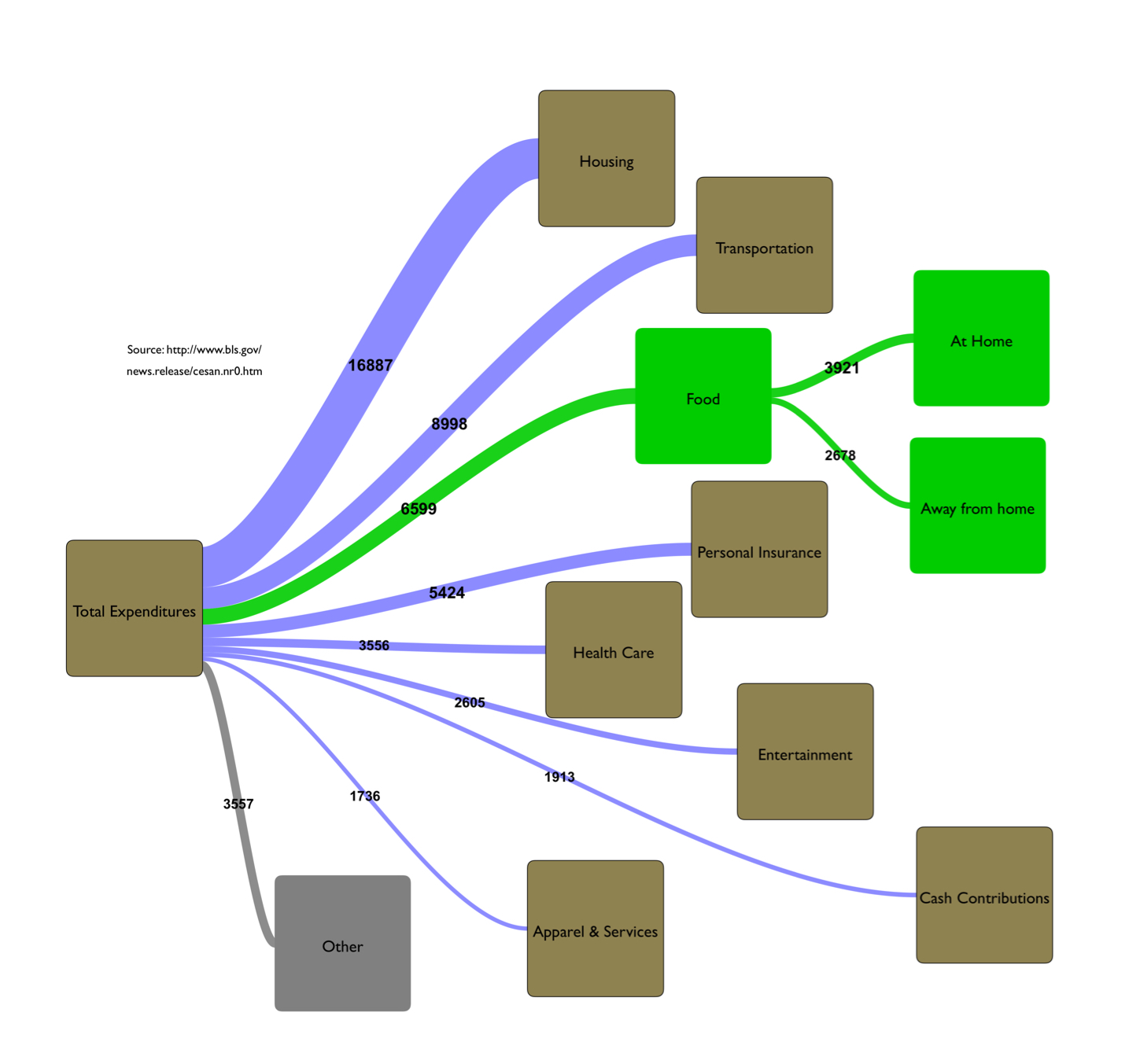
نمودار سانکی از هزینه های مصرف کننده ایالات متحده در سال 2012

در تئوری و عمل، انواع خاصی از نمودارها را نوعی نمودار جریان نیز می نامند، مانند:
- نمودار آبرفتی ، تغییرات ساختاری قابل توجه در شبکه ها را برجسته و خلاصه می کند
- گردش دایره ای درآمد
- نمودار جریان کنترل ، نموداری برای توصیف جریان کنترل فرآیند، فرآیند یا برنامه تجاری
- نمودار جریان تجمعی ، ابزاری که در تئوری صف استفاده می شود
- نمودار بلوک جریان عملکردی ، در مهندسی سیستم ها
- نمودار جریان داده ، یک نمایش گرافیکی از جریان داده از طریق یک سیستم اطلاعاتی
- نمودار دینامیک سهام و جریان
- نمودار جریان اطلاعات ، تصویری از جریان اطلاعات در سراسر یک سازمان
- نمودار جریان فرآیند ، در عملیات، یک نمایش گرافیکی از یک فرآیند
- نمودار جریان محصول (PFD)، یک نمایش گرافیکی از ترتیبی است که توسط آن دنباله ای از محصولات بر اساس اصول برنامه ریزی مبتنی بر محصول ایجاد می شود.
- شکلی از نماد رپ که به نام "نمودار جریان" شناخته می شود.
- نمودار سانکی ، که در آن عرض خط نشان دهنده بزرگی است
- نمودار جریان سیگنال ، در ریاضیات، ابزاری گرافیکی برای نشان دادن روابط بین متغیرهای مجموعه ای از روابط جبری خطی.
- نمودار حالت ، نمایشی از یک ماشین حالت محدود

## همچنین ببینید
- نمودار جریان (ابهام‌زدایی)
- مدل عملکرد
- زبان برنامه نویسی بصری

## مراجع
1-Robert L. Harris. Information Graphics: A Comprehensive Illustrated Reference. 2000. p. 153-155

2-
Harris. (1999, p. 156)
3-Urs B. Meyer et al. Process Oriented Analysis: Design and Optimization of Industrial Production Systems. 2006. p. 38.
4-Harris. (1999, p. 153)
5-Harris. (1999, p. 157)